# 김제성
김제성은 SK 와이번스, 고양 위너스에서 뛰었던 전 야구선수다.